# Lestrimelitta limao
Lestrimelitta limao är en biart som först beskrevs av Smith 1863.  Lestrimelitta limao ingår i släktet Lestrimelitta och familjen långtungebin. Inga underarter finns listade i Catalogue of Life.